# Dżibrin
Dżibrin (arab. جبرين) – wieś w Syrii, w muhafazie Hama. W 2004 roku liczyła 3991 mieszkańców.